# Drubgyu Gön
Das Drubgyü-Kloster (chin. Zhujie si 竹节寺/竹節寺) oder Drubgye Gompa, Drubgyü Ling bzw. Drubgyuling Gonpa usw. ist ein Kloster der Drigung-Kagyü-Schule des tibetischen Buddhismus im Kreis Chidu (tib.: khri ´du, Thridu) von Yushu (Qinghai) in Kham. Es war ursprünglich ein Nyingma-Kloster.